# Synchiropus ijimae
Synchiropus ijimae és una espècie de peix de la família dels cal·lionímids i de l'ordre dels perciformes.

## Morfologia
- Els mascles poden assolir 10 cm de longitud total.[1][2]

## Hàbitat
És un peix marí, de clima temperat (18 °C-22 °C) i associat als esculls de corall que viu entre 10-20 m de fondària.

## Distribució geogràfica
Es troba al Japó i Corea del Sud.

## Observacions
És inofensiu per als humans.